# Quốc ca Ả Rập Xê Út
Quốc ca Vương quốc Ả Rập Xê Út (tiếng Ả Rập: النشيد الوطني السعودي) lần đầu tiên được chính thức thông qua vào năm 1950 ở phiên bản không lời và vào năm 1984 ở phiên bản có lời. Phần nhạc ban đầu được sáng tác bởi Abdul-Rahman al-Khateeb (عبد الرحمن الخطيب) vào năm 1947 và được chỉnh sửa lại bởi Seraj Omar (سراج عمر). Lời bài hát được viết bởi Ibrahim Khafaji (إبراهيم خفاجي).
Nó thường được gọi ngắn gọn là Quốc ca (النشيد الوطني mặc dù nó được biết đến với tên ban đầu của nó, Sārʿī (سارعي, "Hãy cùng nhau"), từ câu Sārʿī lil-maǧdi wal-ʿalyāʾ (سارعي للمجد والعلياء, "Hãy cùng nhau bước tới Vinh hiển tối cao!"). Lời bài hát kêu gọi cả nước hãy kéo quốc kỳ lên, tôn vinh Allah, và mong Ngài cho vua Ả Rập Xê Út được sống lâu.
Phiên bản hòa tấu được gọi là Bài hát Hoàng gia (السلام الملكي as-Salām al-Malakiyy) cũng được cử hành trong các buổi lễ, trong đó nó được cử hành để chào đón các thành viên cao cấp của hoàng gia cũng như các nhân vật ngoại giao.

## Lời
| Tiếng Ả Rập | Phiên âm | Bản dịch tiếng Việt |
| --- | --- | --- |
| سارعي للمجد والعلياء مجدي لخالق السماء وارفعي الخفاق الأخضر يحمل النور المسطر رددي الله أكبر يا موطني موطني قد عشت فخر المسلمين عاش الملك للعلم والوطن | Sārʿī Li-l-majdi wa-l-ʿalyāʾ, Majjidī li-xāliqi s-samāʾ! Wa-rfaʿī l-xaffāqa ʾaxḍar Yaḥmilu n-nūra l-musaṭṭar Raddidī: Allāhu ʾakbar, Yā mawṭanī! Mawṭanī, Qad ʿišta faxra l-muslimīn ʿĀš a-l-malik Li-l-ʿalam Wa-l-waṭan! | Hãy cùng nhau bước tới Vinh hiển tối cao, Ngàn lời ngợi ca Đấng tối cao vĩ đại! Hãy phất cao lá cờ màu xanh mang chữ Shahada linh thiêng, Cùng nhau hô to: Allahu Akbar! Nhân dân ơi! Đất nước chúng ta, Mãi là niềm tự hào của người Hồi giáo! Tất cả vì Đức vua Vì lá cờ Và quê hương! |